# 迪布朗
迪布朗（Dublanc）是加勒比海島國多米尼克聖彼得區的一个村莊，位於該島西北海岸，樸茨茅夫和比奧奇之間，海拔高度8米，2001年人口423人。
迪布朗是農村；大多數居民以農業和捕魚為生計。